# Краснощёково (Васильковский район)
Краснощёково (укр. Краснощокове) — село,
Шевченковский сельский совет,
Васильковский район,
Днепропетровская область,
Украина.
Код КОАТУУ — 1220788802. Население по переписи 2001 года составляло 198 человек.

## Географическое положение
Село Краснощёково находится на расстоянии в 1 км от села Шевченково.
По селу протекает пересыхающий ручей с запрудой.
Рядом проходит железная дорога, станция Краснощёково в 2-х км.